# Гра в хованки 2
«Гра в хованки 2» (англ. Ready or Not: Here I Come) — майбутній американський комедійний фільм жахів режисерів Метта Беттінеллі-Олпіна і Тайлера Ґіллетта, сценарій якого написали Ґай Б'юсік і Р. Крістофер Мерфі. Продовження фільму «Гра в хованки» (2019), до головної ролі повертається Самара Вівінг, також в ролях Кетрін Ньютон, Кевін Дюранд, Девід Кроненберг, Сара Мішель Геллар, Елайджа Вуд та Нестор Карбонелл.

## Акторський склад
| Актор              | Роль  |
| ------------------ | ----- |
| Самара Вівінг      | Грейс |
| Кетрін Ньютон      |       |
| Сара Мішель Геллар |       |
| Кевін Дюранд       |       |
| Девід Кроненберг   |       |
| Елайджа Вуд        |       |
| Шон Хетосі         |       |
| Нестор Карбонелл   |       |

## Виробництво
На спеціальному показі фільму «Гра в хованки» 12 жовтня 2024 року компанія Searchlight Pictures офіційно оголосила, що розробляє продовження разом з Radio Silence Productions. Самара Вівінг повернеться до своєї ролі з оригінального фільму. До роботи над сиквелом також повернулися сценаристи Ґай Бусік і Р. Крістофер Мерфі та команда продюсерів оригінального фільму. Кетрін Ньютон приєдналася до акторського складу у березні 2025 року.  Основні зйомки розпочалися в Торонто 21 квітня 2025 року, до акторського складу приєдналися Сара Мішель Геллар, Елайджа Вуд, Кевін Дюранд, Девід Кроненберг, Шон Хатосі та Нестор Карбонелл.